# Luhunga
Luhunga (auch Luhanga) ist ein Verwaltungsbezirk (englisch Ward) des Distrikts Mufindi in der tansanischen Region Iringa.

## Geografie
Luhunga liegt im südlichen Hochland von Tansania etwa 30 Kilometer Luftlinie südöstlich der Distrikthauptstadt Mafinga. Das Gebiet liegt in den Udzungwa-Bergen, die hier bis zu 1600 Meter hoch sind. Der Bezirk grenzt im Nordwesten an Ifwagi, im Norden an Mdabulo, im Osten an Ihanu, im Süden an die Region Morogoro und im Westen an Makungu und Mtwango. Bei der Volkszählung 2022 lebten 10.424 Menschen in 2896 Haushalten auf einer Fläche von 300 Quadratkilometern.

## Gliederung
Der Bezirk besteht aus fünf Gemeinden (swahili Mtaa) mit 23 Orten (Kitongoji):
| Luhunga - Kitwite - Igeleke A - Igeleke B - Kipendaroho - Malanga - Mwefu | Mkonge - Kilimatembo - Miti Saba - Mubalamba - Mohele - Lugodalutali - Muhungulu - Isuhe | Igoda - Mwaya - Fyogo - Ipafu A - Ipafu B | Iyegeya - Kibuga - Kisegime - Lukangafu | Ikaning'ombe - Chalwi - Mitono - Msombe |

## Wirtschaft und Infrastruktur
- Landwirtschaft: Im Bezirk werden rund 8000 Hühner, 400 Schweine und 40 Milchkühe gehalten.[9]
- Bildung: Im Bezirk gibt es zwei weiterführende Schulen.[10] Die Luhunga Secondary School ist eine staatliche Schule mit einer Ausbildung bis zur 4. Stufe,[11] die Madisi Secondary School eine Privatschule bis zur 6. Stufe.[12] Beide nehmen Tages- und Internatsschüler auf.